# Dolmen du Guilliguy
Le dolmen du Guiliguy est une sépulture datée du Néolithique située sur la commune de Ploudalmézeau, dans le département du Finistère en France.

## Historique
L'édifice est mentionné dès 1907 par Paul du Châtellier. Il classé au titre des monuments historiques par arrêté du 4 mars 1921.

## Description
La fouille menée en 1992 par M. Le Goffic a permis de démontrer qu'il s'agissait d'une sépulture à entrée latérale, entourée à l'origine par un péristalithe, qui fut confondu antérieurement avec un cromlech, dont cinq blocs disposés en arc de cercle sont encore visibles. Elle a été construite sur un affleurement rocheux. L'édifice mesure 10,40 m de longueur. Il est orienté est-ouest. La chambre mesure 6,80 m de longueur pour une largeur comprise entre 1,40 m de longueur et 1,70 m de largeur. Elle est délimitée par douze orthostates et encore recouverte de deux dalles de couverture. La cella mesure 1,80 m de longueur. Le couloir d'entrée est situé à l'extrémité est de la chambre, avec laquelle il forme un angle à 90°. Le passage du couloir à la chambre est délimité par une dalle échancrée en chatière (1,15 m de hauteur sur 0,76 m de large et 0,15 m d'épaisseur). Une dalle dont les dimensions correspondent à cette ouverture a été retrouvée lors de la fouille de 1992, elle avait été réutilisée pour construire une tombe, datée de l'Âge du bronze, près de l'entrée du couloir. L'entrée du monument est dallée.
Les dalles sont en granite extrait sur place dans un affleurement de surface. Le côté des dalles ayant subi l'érosion naturelle a été disposé vers l'extérieur de la tombe. L'une des dalles comporte une petite cupule de 7 cm  de diamètre sur 2,50 cm de profondeur. Sept autres petites cupules sont visibles sur un affleurement situé à proximité (diamètre de 30 à 40 mm pour une profondeur de 9 à 13 mm) dont cinq disposées en quinconce, elles ont été réalisées avec un outil métallique.
A l'Âge du bronze, deux sépultures au moins ont été construites à proximité de la tombe.

## Mobilier archéologique
Le mobilier lithique découvert comprend plusieurs grattoirs sur éclat de silex, une armature tranchante, deux fragments de lame retouchées, quatre éclats de haches polies en dolérite et amphibolite et une pendeloque en roche bleu-vert. Les tessons de céramique retrouvés étaient très fragmentés. Ils correspondent à de petits vases à fond rond. La datation au radiocarbone des charbons de bois retrouvés dans les fosses de calage des dalles de la paroi ouest du couloir indique une période comprise entre 3585 et 3161 av. J.-C..

## Annexe